# Keroeides gracilis
Keroeides gracilis is een zachte koraalsoort uit de familie Keroeididae. De koraalsoort komt uit het geslacht Keroeides. Keroeides gracilis werd in 1897 voor het eerst wetenschappelijk beschreven door Whitelegge. 